# NGC 547
NGC 547 ist eine elliptische Galaxie vom Hubble-Typ E im Sternbild Walfisch südlich des Himmelsäquators. Sie ist schätzungsweise 247 Millionen Lichtjahre von der Milchstraße entfernt und hat einen Durchmesser von etwa 135.000 Lj.
Im selben Himmelsareal befinden sich u. a. die Galaxien NGC 541, NGC 543, NGC 545, NGC 548. Gemeinsam mit NGC 545 bildet sie das Galaxienpaar Arp 308. Halton Arp gliederte seinen Katalog ungewöhnlicher Galaxien nach rein morphologischen Kriterien in Gruppen. Dieses Galaxienpaar gehört zu der Klasse Unklassifizierte Doppelgalaxien.
Das Objekt wurde am 1. Oktober 1785 von dem deutsch-britischen Astronomen Wilhelm Herschel entdeckt.